# Cueva de los Siete durmientes de Éfeso

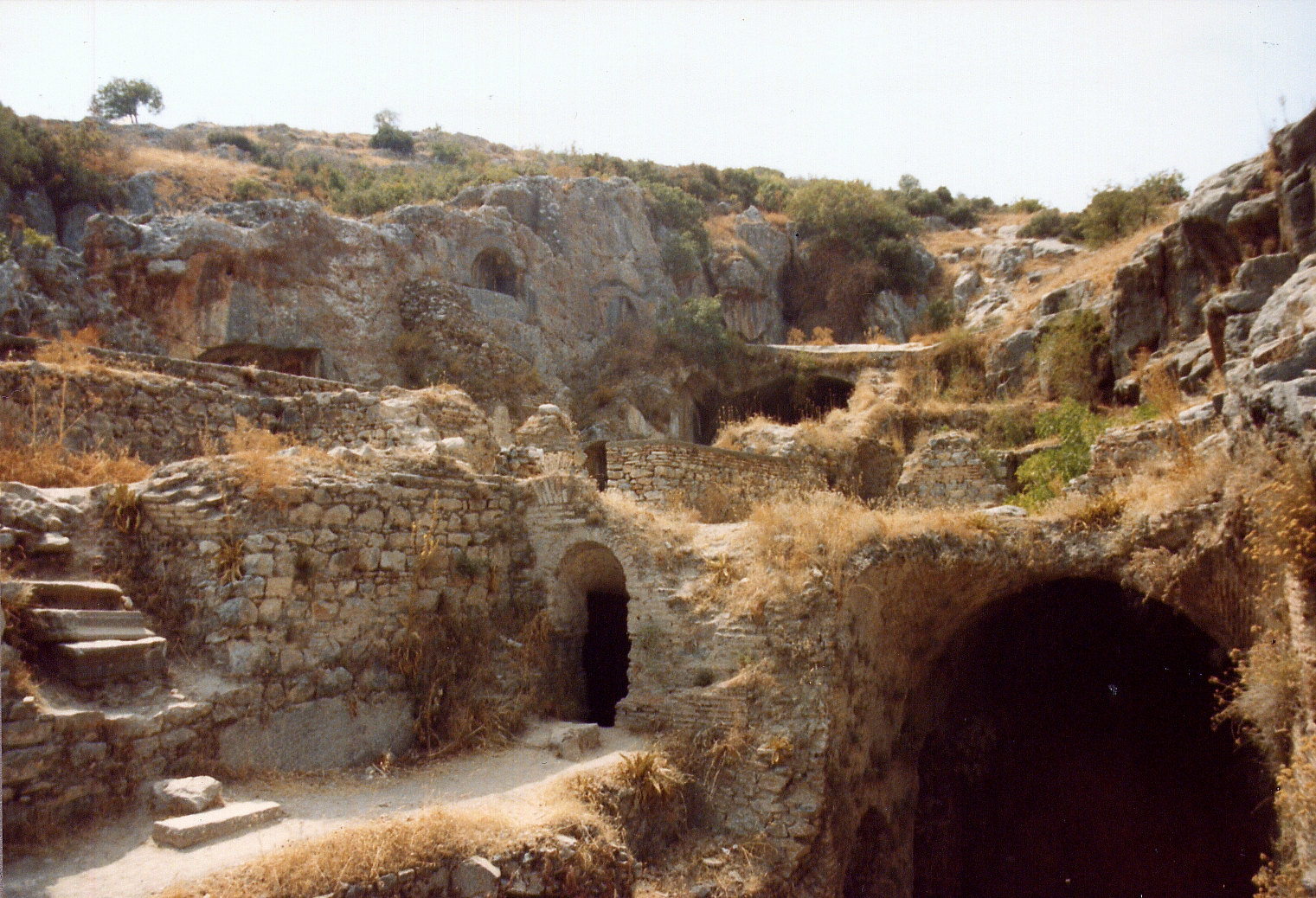
Cueva.

La Cueva de los Siete durmientes de Éfeso es una antigua cueva funeraria anexa a la ciudad de Éfeso, en la actual Turquía. Se asocia con la leyenda de los Siete durmientes de Éfeso.
Las tumbas se encontraban fuera de las murallas de la ciudad de Éfeso, en la ladera oriental de la actual colina de Panayır-dağ. Cuenta la leyenda que siete jóvenes huyeron a la cueva durante las persecuciones de los cristianos durante el reinado del emperador Decio en 249-251. Durmieron allí hasta la época del emperador Teodosio en 379-395, cuando terminaron las persecuciones. En la tradición literaria, el acontecimiento suele asociarse con Éfeso, pero también se ha relacionado con otros lugares.
El lugar, conocido como la Cueva de los Siete durmientes, fue un antiguo cementerio cristiano en el siglo III y también un lugar de peregrinación. El yacimiento contiene catacumbas, varios cementerios de diferentes tamaños, mausoleos y una iglesia. En total, ha habido al menos 700 enterramientos diferentes. No se han encontrado pruebas arqueológicas que relacionen la cueva con la leyenda de los jóvenes.

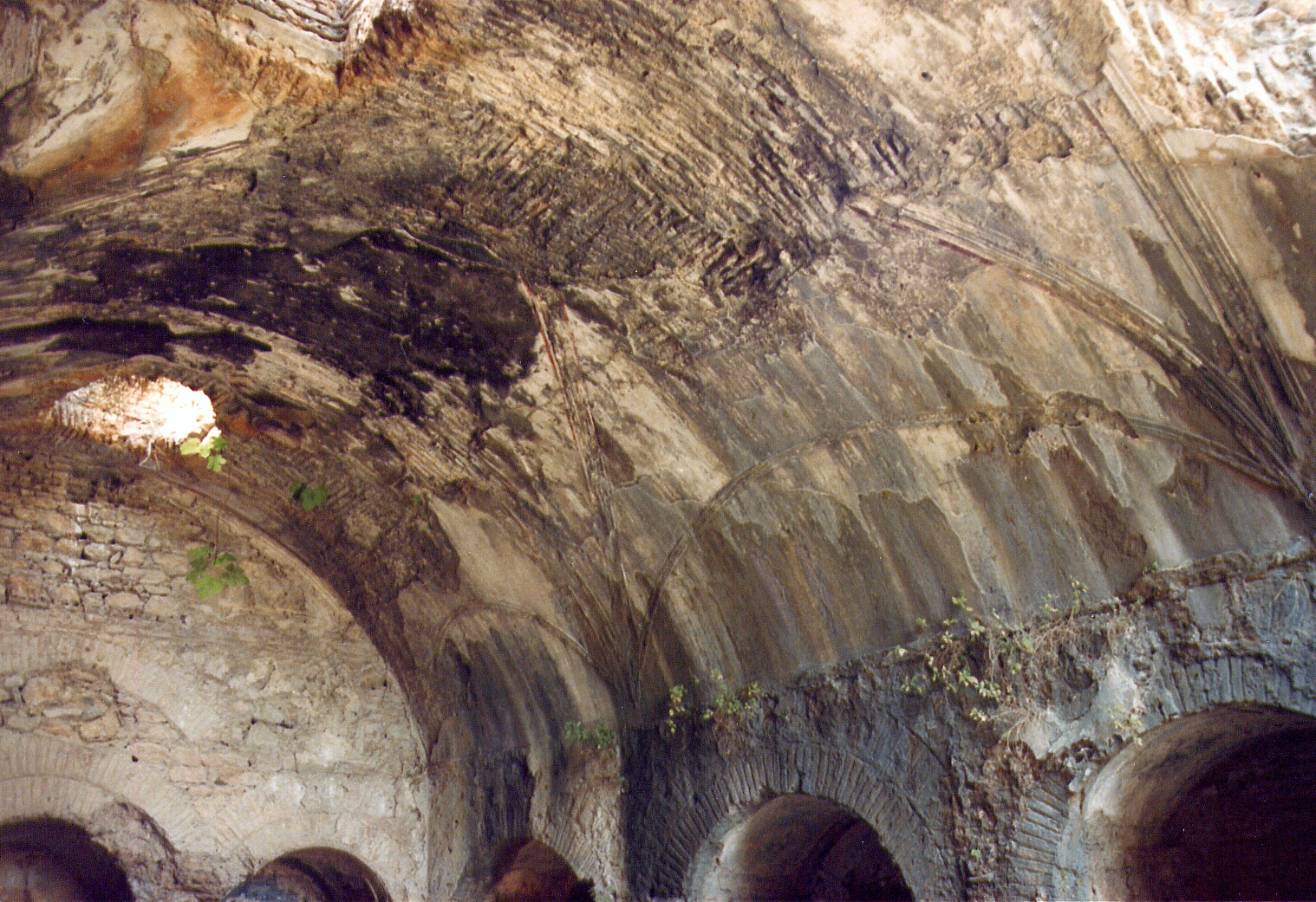
Decoraciones del techo.
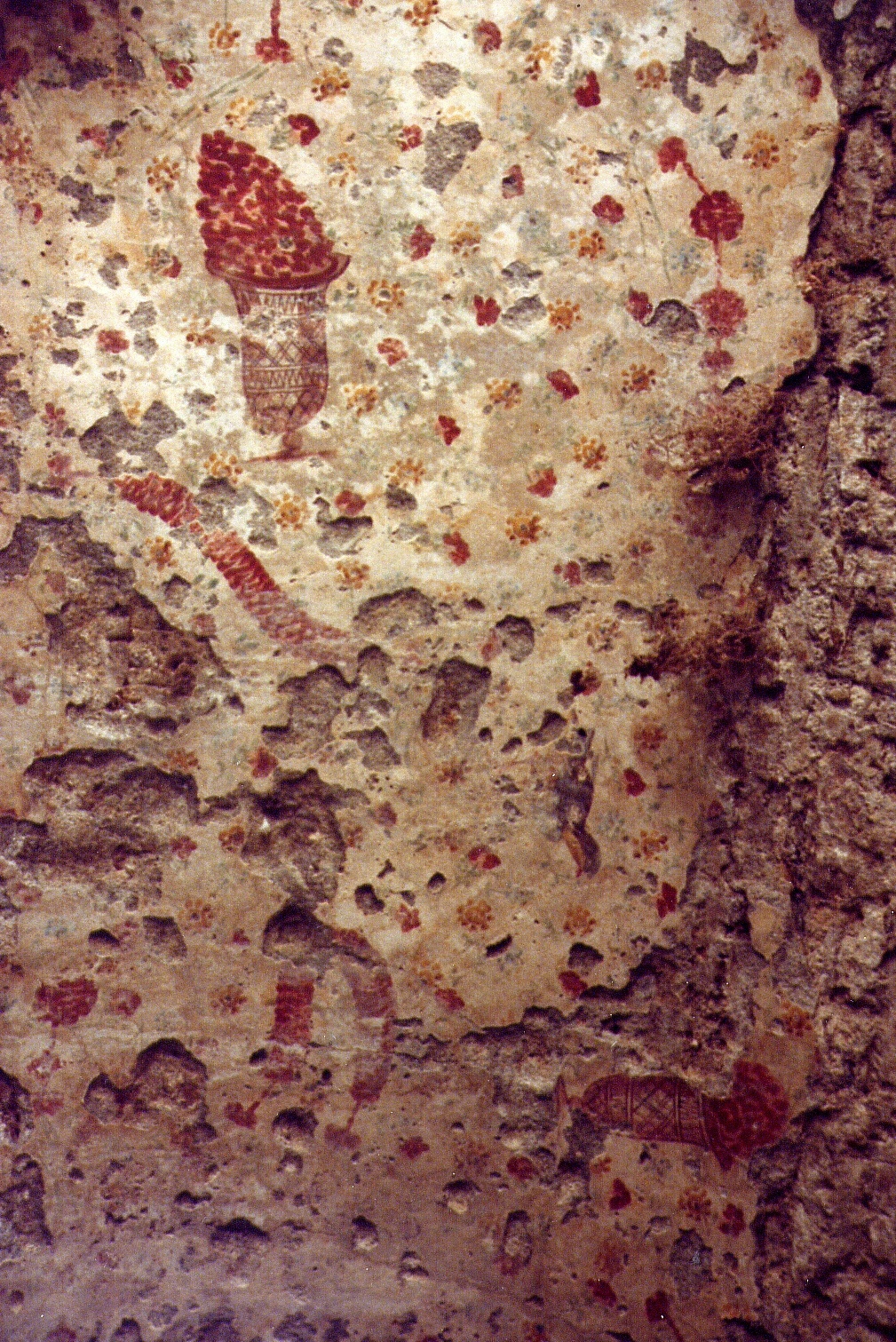
Residuos de pintura.
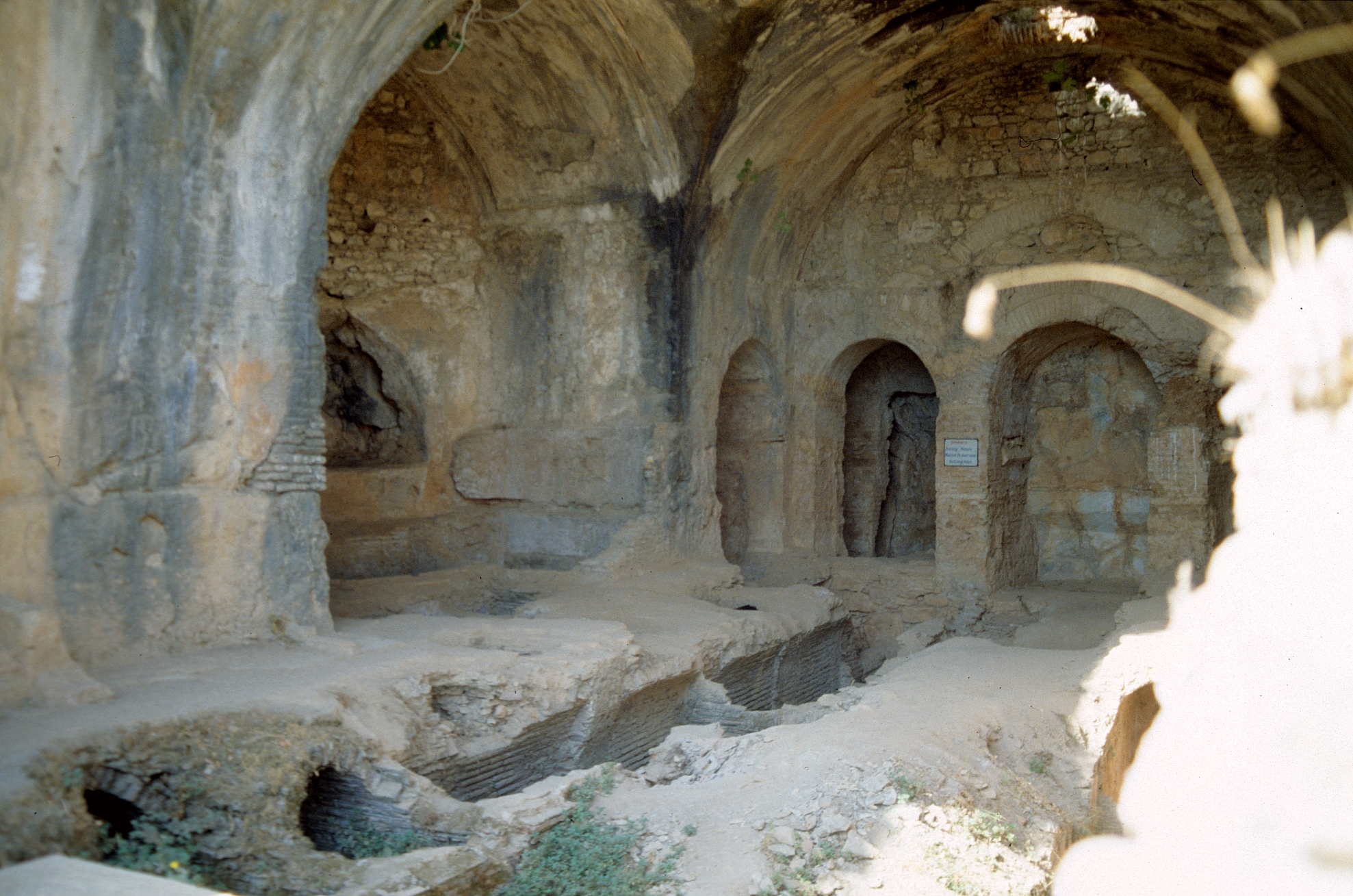
Interior de la iglesia y catacumbas.
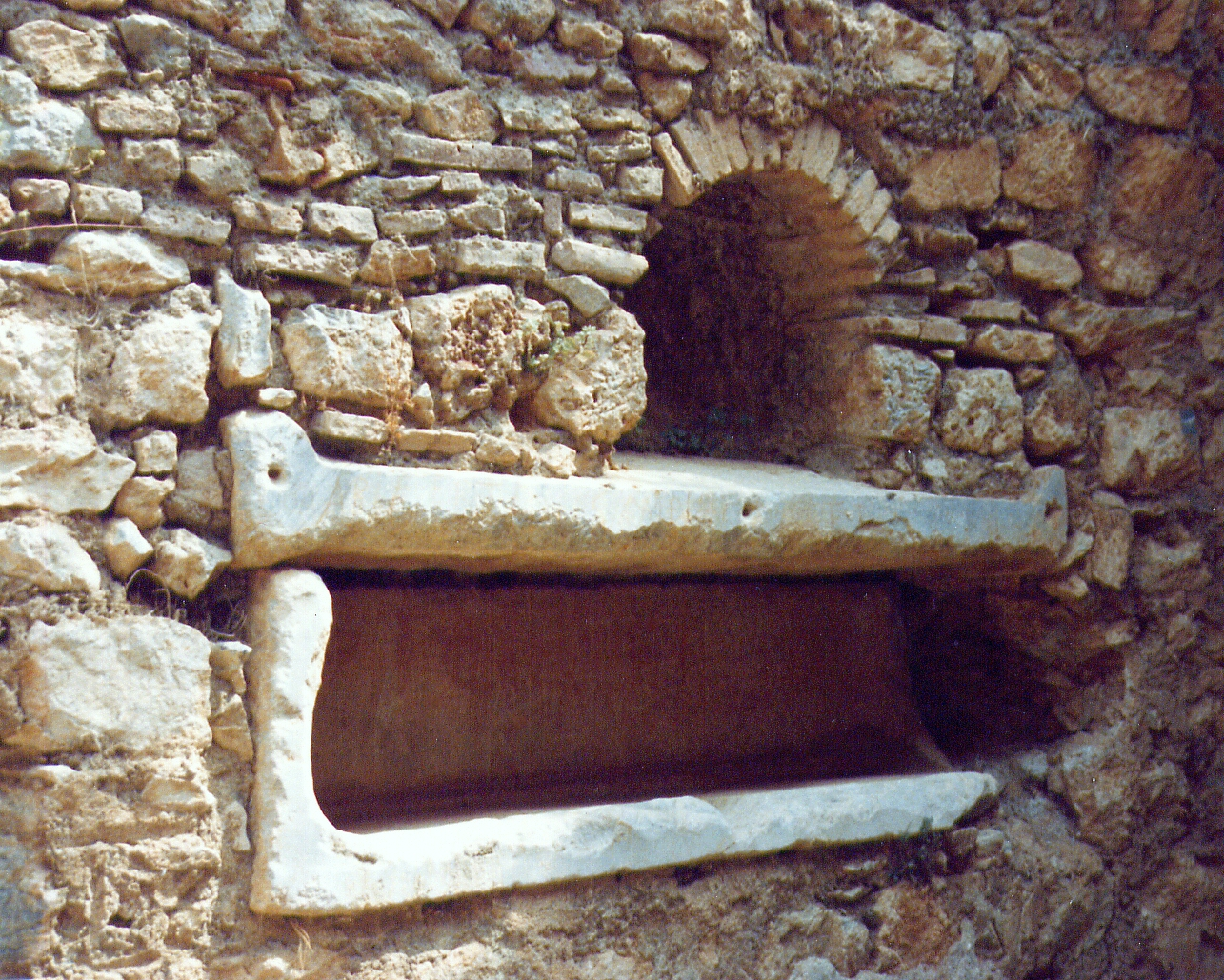
Lugar de enterramiento.